# Nabaluia exaltata
Nabaluia exaltata är en orkidéart som beskrevs av De Vogel. Nabaluia exaltata ingår i släktet Nabaluia och familjen orkidéer. Inga underarter finns listade i Catalogue of Life.